# 冰灯
冰灯是流行于中国北方的一种民间艺术，也是冰雕艺术的一种形式。

## 起源
黑龙江省是冰灯的发源地，早期的冰灯是松嫩平原的农民和松花江流域的渔民冬季的照明工具。主要的制作过程是，把水倒入桶中进行冷冻形成桶状冰坨，再倒出中间未冻的清水，形成中空的“灯罩”，将灯（主要是油灯或蜡烛）放入，便不会被寒风吹灭。后来，人们在春节和元宵节期间也制做冰灯摆在门前，或烫孔穿绳让孩子提着玩，用以增加节日气氛，即形成了民间艺术的雏形。

## 发展及现状
冰灯作为一种照明工具，其发展与和人类的照明革命密切相关，灯具从最初的油灯、蜡烛，发展到后来的灯泡、霓虹灯，直到近年来采用绿色节能的发光二极管。
每年一度，始于1963年的中国哈尔滨冰灯艺术游园会是展现冰灯艺术的重要博览会。始于1985年的中国哈尔滨国际冰雪节也是建立在冰灯游园会的基础上，后来的哈尔滨冰雪大世界，则是把冰灯和冰雕艺术相结合。